# Vari (Einheit)
Vari war eine Masseneinheit für Gold und Silber auf der Insel Madagaskar.
- 1 Vari = 9 Nanque = 3 3/5 Gramm